# 宇宙で最も複雑怪奇な交尾の儀式
『宇宙で最も複雑怪奇な交尾の儀式』（うちゅうでもっともふくざつかいきなこうびのぎしき、原題：The Mating Habits of the Earthbound Human）は、1999年のアメリカ合衆国の映画。

## ストーリー
宇宙人たちが研究のために地球人の交尾を観察する。

## キャスト
- マッケンジー・アスティン：ビリー
- カルメン・エレクトラ：ジェニー
- ルーシー・リュー：リディア
- マーカス・レッドモンド
- リサ・ロトンディ
- デヴィッド・ハイド・ピアース：ナレーション